# ویکتور فانگ
ویکتور فانگ (انگلیسی: Victor Fung) (زاده ۱۹۴۵) کارآفرین، سرمایه‌دار، بازرگان و مدیر ارشد اجرایی هنگ کنگی است، که در حال حاضر به‌عنوان رئیس هیئت مدیره گروه لی اند فانگ فعالیت می‌کند.